# Mommapriset

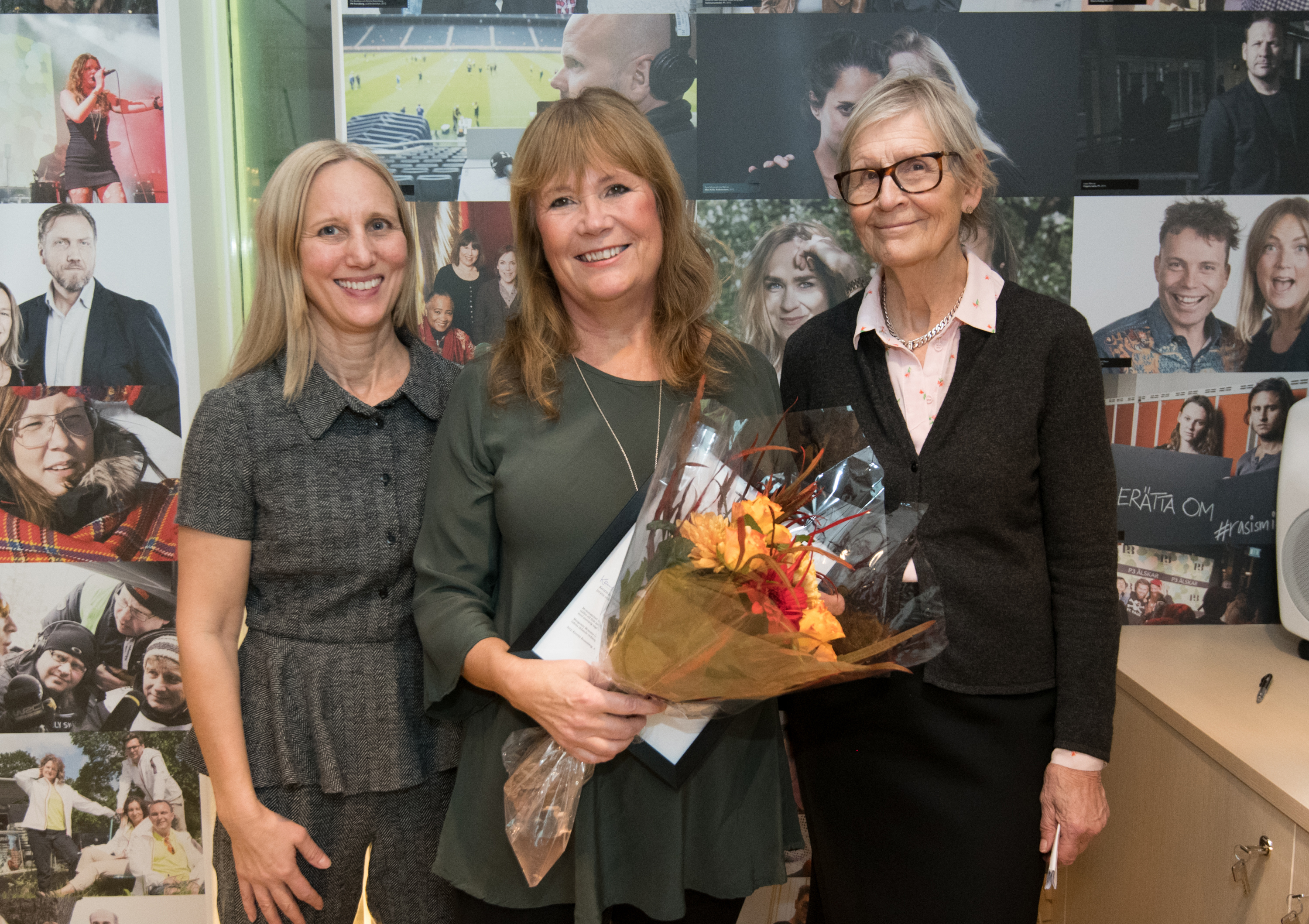
Mommapristagare 2018 Annica Grimlund, i mitten, med Utgivarnas ordförande Viveka Hansson (tv) och juryns ordförande Kerstin Brunnberg (th).

Mommapriset delas ut av branschorganisationen Utgivarna till en person som tar sitt publicistiska ansvar, säkerställer ett fritt meningsutbyte och en allsidig upplysning. Det är en person som lyfter fram Sveriges unika system med ansvarig utgivare.
Margareta Momma (1702–1772), som fått ge namn åt priset, var en av Europas första kvinnliga redaktörer och utgivare. Hon tog strid mot tidens rådande ordning och framförde “avancerade åsikter i upplysningstidehvarfvets anda”.
Pristagare:
- 2015: Thomas Mattsson, Expressen
- 2016: Anna Benker (tidigare Lith), Folkbladet
- 2017: Daniel Poohl, Expo
- 2018: Annica Grimlund, tidigare tidningschef Lärarförbundet
- 2019: Ingemar Persson, programchef på SVT Dokumentär[2]
- 2020: Nils Funcke, journalist, författare, publicist och debattör i yttrandefrihetsfrågor som idag undervisar journalistik på Stockholms Universitet.
- 2021: Charlotta Friborg, programchef och ansvarig utgivare för Riksnyheterna på SVT
- 2022: Camilla Jonsson för att ”i praktisk handling fullföljt tryckfrihetens intentioner”
- 2023: Peter Wolodarski, för hans arbete som chefredaktör på Dagens Nyheter, för hans bidrag till "en mer levande offentlighet"
- 2024: Nina Glans, för att under hennes försorg kunde P1-programmet "Medierna" etablera sig som en institution som varje vecka sätter ljuset på det ansvariga utgivarskapets plikter och betydelse.

Juryns motivering till att utse Nina Glans, kanalansvarig P1, till årets vinnare av Momma-priset och därmed Årets Utgivare lyder: Rak som en fura har hon stått bakom P1 i mer än ett decennium och med sitt stabila utgivarskap för en rad produktioner bidragit till publikens höga förtroende för Sveriges Radio. Under hennes försorg kunde “Medierna” etablera sig som en institution som varje vecka sätter ljuset på det ansvariga utgivarskapets plikter och betydelse. Nina Glans är garanten för programmets möjlighet att granska – även den egna uppdragsgivaren.
Mommaprisets jury bestod 2024 av Karin Olsson (ordförande), Expressen, Ulf Johansson, senior rådgivare, Hanna Toll, Sveriges Radio och Yonna Waltersson, Arbetet. 